# Gare de Wasco (Californie)
La  gare de Wasco est une gare ferroviaire des États-Unis située à Wasco dans le comté de Kern en Californie ; elle est desservie par Amtrak. C'est une gare sans personnel.

## Histoire
Elle est mise en service en 2006.

## Service des voyageurs

### Desserte
- Ligne d'Amtrak[1] :
  - Le San Joaquins: Oakland/Sacramento - Bakersfield